# Alois Pichl
Alois Pichl (Milán, 16 de octubre de 1783 - Viena, Austria, 19 de mayo de 1856) fue un arquitecto neoclásico que trabajó principalmente en Viena, Austria, Hungría y el reino Lombardo-véneto para la realeza y la aristocracia.

## Biografía
Nació en Milán, hijo de Wenzel Pichl (1741-1805) violinista, compositor y director de la música de la corte de los archiduques Fernando de Austria, gobernador del Milanesado y de su mujer, María Beatriz de Este y de su mujer húngara Katharina Somogy de Koloszvar.
Comenzó su formación en Italia y en 1802 se traslada a Viena para completar sus estudios en la Imperia y Real Academia de Bellas Artes de Viena, recibiendo en esta el primer premio de la clase de arquitectura. Una vez finalizada su formación, empezó su carrera como arquitecto de la que había sido patrona de su padre, la archiduquesa María Beatriz de Este, que era ya viuda. Para el hijo de esta, Fernando Carlos José de Austria-Este realizó distintas casas en la Minoritenplatz y en el bastión de la ciudad. Posteriormente diseñó la remodelación clásica de los dos palacios de María Beatriz de Este en Viena: el palacio Módena, en la Herrengasse de Viena y el palacio Módena, en la Beatrixgasse, que era utilizado como palacio de verano. Desde 1812 alternó los trabajos en Viena, con otros en Hungría. Realizó el edificio de la primera caja de ahorros de Austria, en 1836. 
Murió en Viena en 1856.